# Nataša Juhart
Nataša Juhart, slovenska političarka; * 22. julij 1975, Celje.
Je trenutna županja Občine Vransko.

## Mladost in izobraževanje
Rodila se je 22. julija 1975 v Celju, odraščala pa na Kozjanskem v bližini Dobja pri Planini. Tam je prva leta obiskovala osnovno šolo in jo nato nadaljevala na Planini pri Sevnici. Zaključila je Srednjo zdravstveno šolo Celje in se takoj zaposlila na oddelku dialize v Splošni bolnišnici Celje. Leta 2016 je z odliko diplomirala na celjski Visoki zdravstveni šoli in od takrat opravljala delo diplomirane medicinske sestre.

## Politika
Po selitvi na Vransko se je vključila v lokalno politiko. Dva mandata je bila svetnica v občinskem svetu, en mandat tudi podžupanja. Na lokalnih volitvah leta 2022 je na listi Nove Slovenije kandidirala za županjo Občine Vransko. V prvem krogu je dva protikandidata premagala s 61,56 odstotka glasov (897 glasov) in bila izvoljena za županjo. Mandat je uradno prevzela s konstitutivno sejo novega občinskega sveta, 6. decembra 2022.

## Zasebno
Z možem in družino živi v Brodeh na Vranskem. Aktivna je v več organizacijah, med drugim v župnijski Karitas.